# Libor Sionko
Libor Sionko (n. 1 februarie 1977, Ostrava, Cehoslovacia, astăzi în Cehia) este un fotbalist ceh care joacă la echipa din țara sa natală Sparta Praga.